# Último Volume
Último Volume é um livro de Miguel Esteves Cardoso, publicado em 1991.
O livro compreende 41 crónicas, independentes entre si, e que lidam com vários aspectos do dia-a-dia e da política. Algumas são muito citadas na Internet, como Uma Família Feliz (que propõe um modelo de família em que os seus membros vivem em casas separadas) ou Em Nome do Amor Puro.